# (2237) Melnikov
(2237) Melnikov es un asteroide perteneciente al cinturón de asteroides descubierto el 2 de octubre de 1938 por Grigori Nikoláievich Neúimin desde el observatorio de Simeiz en Crimea.
Está nombrado en honor de Oleg Aleksándrovich Melnikov (1912-1982), miembro del observatorio de Púlkovo.